# Liste des évêques et archevêques de Botucatu
La liste des évêques et arrchevêques de Botucatu recense les noms des évêques puis des archevêques qui se sont succédé sur le siège épiscopal de Botucatu, dans l'État de São Paulo, au Brésil depuis la fondation du diocèse de Botucatu le 7 juin 1908 lorsque le diocèse de São Paulo est divisé et érigé en archidiocèse métropolitain. Le diocèse de Botucatu est à son tour élevé au rang de métropolitain sous le nom d'archidiocèse de Botucatu (latin : Archidiocesis  Botucatuensis) par le pape Pie XII le 19 avril 1958.  

## Liste des ordinaires

### Évêques de Botucatu
- Lúcio Antunes de Souza † (1908 - 1923)
- Carlos Duarte Costa † (1924 - 1937)
- Antonio Colturato, O.F.M. † (1938 - 1946)
- Henrique Golland Trindade, O.F.M. † (1948 - 1968)

### Archevêques de Botucatu
- Henrique Golland Trindade, O.F.M. † (1948 - 1968)
- Vicente Ângelo José Marchetti Zioni † (1968 - 1989)
- Antonio Maria Mucciolo † 1989 - 2000)
- Aloysio José Leal Penna, S.J. † (2000 - 2008)
- Maurício Grotto de Camargo, depuis le 19 novembre 2008

## Sources et références
- (en) Fiche de l'archidiocèse sur catholic-hierarchy.org